# María Colón de la Cueva
María Colón de la Cueva, född 1548, död 1600, var en spansk adelsdam och mexikansk godsägare, barnbarn till Christoffer Columbus. 
Hon var en tid hovdam hos Spaniens drottning Elisabet av Valois. År 1572 blev hon ensam arvtagare till den jättelika arv som efterlämnats åt Columbus i spanska Mexico. Hon lämnade Spanien 1575 och bosatte sig sedan i Mexico, där hon övertog ansvaret för stora landområden och dess befolkning; hon blev också länstagare över flera feodala områden i spanska amerika, bland annat markisatet Jamaica.    